# 2017년 서울국제여성영화제
제19회 서울국제여성영화제는 2017년 6월에 개최된 영화제이다. 사회자는 한예리이다.

## 수상 및 후보

### 최우수상
- 미열 - 박선주 수상

### 우수상
- 한낮의 우리 - 김혜진 수상
- 혼다,비트 - 양주희 수상

### 관객상
- 내 차례 - 김나경 수상
- 다큐멘터리 옥랑문화 수상작
- 피의 연대기 - 김보람 수상

### NAWFF상
- 일상대화 - 황 후이전 수상

### 아이틴즈 대상
- 우등생 - 김수영 수상
- 친구들 - 김민서 외 2명 수상

### 아이틴즈 관객상
- 친구들 - 김민서 외 2명 수상
- 아시아 단편경선
- 집 속의 집 속의 집 - 전찬영
- 많은 걸 요구하는 겁니까? - 리나 마니메카라이
- 아버지의 방 - 장나리
- 트러스트폴 - 이소정 외 1명
- 집에 갇힌 여자 - 메간 우노위조요
- 가을단기방학 - 정가영
- 내 환자는 내가 지킨다 - 로젠느 리앙
- 혼다,비트 - 양주희
- 주관식 문제 - 김다영
- 세계화 시대의 진화 - 김지현
- 야간근무 - 김정은
- 침묵 - 파누쉬 사마디 외 1명
- 한낮의 우리 - 김혜진
- 롤렝 할머니 - 체 태그야몬
- 미열 - 박선주
- 내 차례 - 김나경
- 강 - 쉬 야팅 외 1명

### 아이틴즈
- 19禁 - 안수현 외 2명
- 박차정을 찾아서 - 옥의진
- 용서 - 윤솔빈
- 친구들 - 김민서 외 2명
- 우등생 - 김수영
- 우리들 - 이효정
- 아무개의 잠재의식과 영역 - 심달기

### 새로운 물결
- 아메리칸 허니 - 안드레아 아놀드
- 어떤 여인들 - 켈리 리처드
- 수성못 - 유지영
- 지랄발광 17세 - 켈리 프레몬
- 버블 패밀리 - 마민지
- 링 위의 소녀 - 안나 로즈 홀머
- 걸 파워 - 새니 외 1명
- 하늘이 기다려 - 마리-캐스틸 멘션-솨아
- 부르카 속의 립스틱 - 알란크리타 슈리바스타바
- 사랑의 마녀 - 안나 빌러
- 마마 콜로넬 - 디웨도 아마디
- 마사와 니키 - 토라 마텐스
- 급진예술과 행동강령 - 이브게니 미타
- 미씽: 사라진 여자 - 이언희
- 더 파티 - 샐리 포터
- 스푸어 - 아그네츠카 홀란드
- 아름다운 날들 - 론 쉐르픽
- 세 자매 - 니아 디 나타
- 비밀은 없다 - 이경미
- 소녀 레슬러 - 안나 코치
- 우리들 - 윤가은
- XX - 록산 벤자민 외 3명
- 오늘은, 여기까지 - 박수현
- 시국페미 - 강유가람
- 군인이 되고 싶어 - 에이미 라마니쉬
- 검은 머리 황소 - 엘리자베스 니콜스
- 복서 - 토이 레이
- 클리토리스 - 로리 말레파트-트래벌시
- 멕시코 리사이클 - 니키 슈스터
- 테제베 여인 - 티모 본 군텐
- 보라색 옷을 입은 여성 - 알렉산드라 카다레브스카 외 1명
- 육체미소동 - 정서인
- 교회언니들 - 박지원 외 1명
- 영화학개론 - 최서윤
- 춤춰브라 - 이푸른
- 터질 줄 몰랐어요 - 이영림
- 여자답게 싸워라 - 이윤영
- 환기 - 천예민

### 퀴어 레인보우
- 탈영 - 뎁 쇼발
- 리얼 보이 - 쉘리스 하스
- 나만의 필살기 - 제니퍼 리더
- 일상대화 - 황 후이전
- 살렘의 남서쪽: 샌 안토니오 4인방 이야기 - 데보라 S. 에스퀘나지
- 후통 포르노 - 판 포포
- 레즈비언이 게이와 결혼할 때 - 허 샤오페이 외 1명
- 우리가 여기에 있다 - 자오 징 외 1명
- 엄마의 로맨스 - 메이 리잉
- 연애의 재연 - 추리트 하르치온
- 나의 레즈비언 언니 - 리아 히에탈라
- 라이언과의 소개팅 - 나탈리 헬트젤 외 1명
- 트랜지션 - 밀리카 토모빅
- 바모노스 - 마빈 브라이언 레뮤스
- 어떤 알고리즘 - 민미홍
- 있는 존재 - 박시우
- 아니 - 박은혜
- 택시에는 비상구가 없다 - 김혜진

### 쟁점들
- 동두천 - 김진아
- 코드걸 - 레슬리 칠콧
- 에이다 러블레이스 - 린 허쉬맨-리슨
- 도나 해러웨이: 지구 생존 가이드 - 파브리지오 테라노바
- 방해말고 꺼져!: 게임과 여성 - 섀넌 선-히긴슨
- 시녀 이야기 - 폴커 슐렌도르프
- 마리 퀴리 - 지식의 용기 - 마리 노엘
- 아프리카 우주 비행사 - 프란세스 보도모
- 노 그래비티 - 실비아 카살리노

### 특별상영
- 미망인 - 박남옥
- 달팽이의 꿈 - 김선민
- 30개의 이야기 꽃 - 김선민
- 가리베가스 - 김선민
- 미싱풍경 - 김선민
- 수추르 여인을 찾아서 - 김선민 외 1명
- 수출의 여인 - 김선민

### 배리어프리 상영
- 소중한 사람 - 마츠이 히사코

### 페미니스트 필름 클래식
- 불꽃 속에 태어나서 - 리지 보든
- 짧은 만남 - 키라 무라토바
- 어떤 방법으로 - 사라 고메즈
- 침묵에 대한 의문 - 마를렌 고리스
- 무언가 다른 것 - 베라 치틸로바
- 아홉 번의 삶을 사는 고양이 - 올라 슈퇴클
- 주관적 태도 - 핼케 잔더
- 골드 디거 - 샐리 포터
- 스릴러 - 샐리 포터